# ياسو فوكودا
ياسُوُ فوكودا (ياباني:福田 康夫، هيراغانا:ふくだ やすお) (ولد في 16 يوليو 1936)، سياسي ياباني ورئيس الحزب الديموقراطي الليبرالي الياباني، تم انتخابه رئيساً للوزراء في 25 سبتمبر 2007 خلفاً لرئيس الوزراء السابق شينزو آبي وقدم استقالته في 1 سبتمبر 2008.

## بدايته
تخرج من جامعة واسيدا في العام 1959. بعد ذلك، دخل شركة ماروزين بيتروليووم. من العام 1962 إلى العام 1964، عندما نقل إلى الولايات المتحدة الأمريكية. في العام 1976، عندما انتخب والده رئيساً للوزراء عينه مدير المعهد المالي كينزاي.

## الطريق إلى الحكم
في العام 1990 انتخب في المجلس النيابي، وفي العام 1997 انتخب مدير للحزب الديموقراطي الليبيرالي. وفي العام 2000 عين ناطقاً بلسان حكومة يوشيرو موري ولكنه استقال في العام 2004. وفي 25 سبتمبر 2007 انتخب رئيسا للوزراء بعد استقالة شينزو آبي.

## سياسته
يعد سياسياً معتدلاً يعمل في سبيل الدفئ مع كوريا الجنوبية والصين. وفي الذكرى الثالثة والستين لاستسلام بلاده في الحرب العالمية الثانية قدم اعتذاراً لشعوب آسيا عما سببته اليابان لتلك الدول قبيل استسلامها على أيدي الحلفاء عام 1945. ففي خلال مراسم رسمية حضرها الإمبراطور أكيهيتو قال إن «الأمة سببت أضراراً كبيرة ومعاناة لكثير من الدول وخصوصاً لشعوب الدول الآسيوية». وأضاف «أعبر باسم الأمة عن الندم العميق والتعازي لكل الضحايا». كما تجنب زيارة نصب ياسوكوني الذي تعتبره الدول المجاورة رمزاً سيئاً لحقبة يابانية توسعية على خلاف شينزو آبي الذي كان يحرص على زيارته عندما كان رئيساً للحكومة من 2001 إلى 2006.

## معرض صور

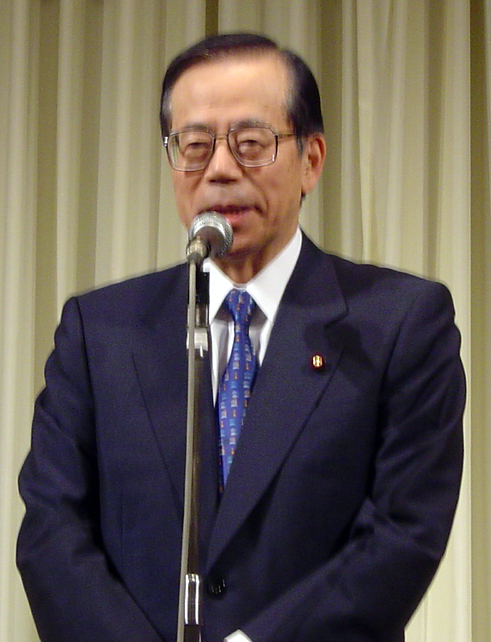
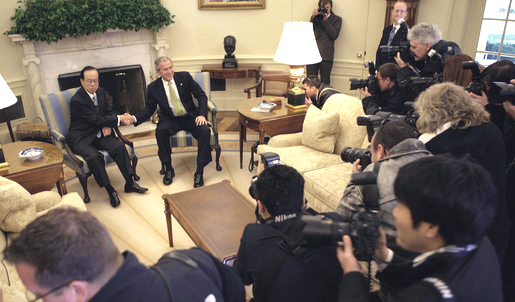
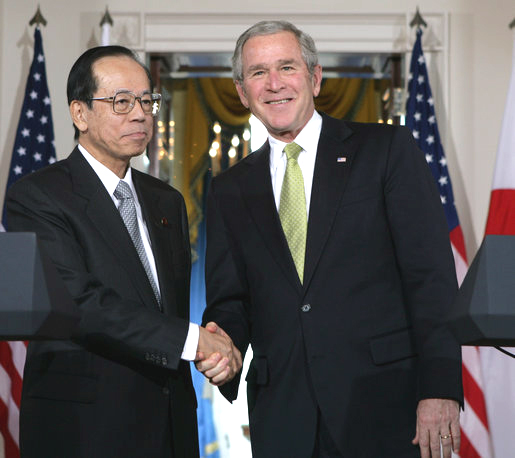
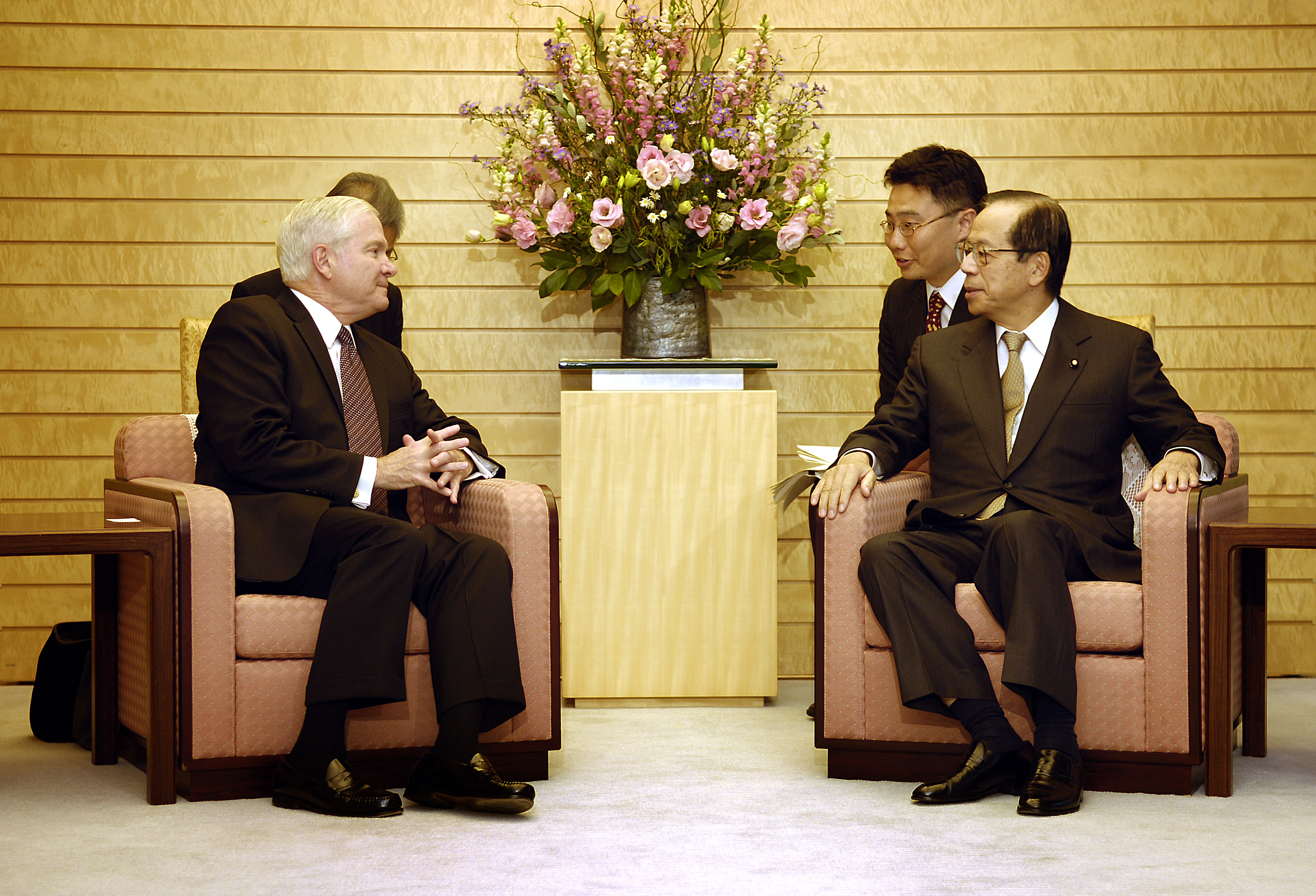

## موقعه علىالإنترنت
- (باليابانية) الموقع الرسمي

## روابط خارجية
- ياسو فوكودا على موقع الموسوعة البريطانية (الإنجليزية)
- ياسو فوكودا على موقع مونزينجر (الألمانية)
- ياسو فوكودا على موقع إن إن دي بي (الإنجليزية)